# Кунівська волость
Кунівська волость — історична адміністративно-територіальна одиниця Острозького повіту Волинської губернії Російської імперії. Волосний центр — містечко Кунів.

## Історія
Кунівська волость існувала у XIX — до 1923 року XX століття. До кінця 1920 року волость входила до складу Острозького повіту.
18 березня 1921 року, після підписання мирної угоди («Ризький мир») між РРФСР і УСРР, з одного боку, та Польщею — з другого, був прокладений новий державний кордон, який поділив Волинську губернію на дві частини — до Польщі відійшли 6 повітів губернії, а також 5 волостей Острозького повіту, інші дев'ять волостей, у тому числі частина Кунівської (села Антонівка, Долоччя, Загребля, Закриниччя, Заріччя, Кам'янка, Карпилівка, Кунів), відійшли до Заславського повіту УСРР.
З тієї частини волості, що відійшла до Польщі, була утворена ґміна Новомалин. 
7 березня 1923 року замість повітів і волостей був запроваджений поділ губерній на округи та райони. Волость увійшла до складу Плужнянського району, Шепетівської округи.
Зараз територія колишньої волості знаходиться в межах Ізяславського району, Хмельницької області і Острозького району, Рівненської області.

## Адміністративний устрій

### Дані на 1885 рік
Станом на 1885 рік волость складалася з 14 поселень: в тому числі 1 містечка, і 9 сільських громад. Населення — 6020 осіб (3062 чоловічої статі та 2958 — жіночої), 344 дворових господарств.
|                     | Площа, десятин | У тому числі орної, дес. |
| ------------------- | -------------- | ------------------------ |
| Сільських громад    | 2904           | 1435                     |
| Приватної власності | 4751           | 1072                     |
| Казенної власності  | —              | —                        |
| Іншої власності     | 160            | 87                       |
| Загалом             | 10636          | 2653                     |

Основні поселення волості:
- Кунів — колишнє державне поселення за 15 верст від повітового міста Острог, 787 осіб, 69 дворів, православна церква, костел, синагога, школа, 5 постоялих дворів, шинок, 30 крамниць (лавок), водяний млин, кам'яний кар'єр, 3 шкіряних і 1 пивоварний заводи, поштове відділення.
- Вілія — колишнє власницьке село, 1180 осіб, 97 дворів, православна церква, постоялий двір, 2 водяних млини.
- Довге — колишнє власницьке село, 180 осіб, 14 дворів, постоялий двір, смоляний завод.
- Ляхів — колишнє власницьке село, 292 осіб, 28 дворів, православна церква, постоялий двір, водяний млин.
- Новородчиці — колишнє державне поселення, 222 осіб, 22 дворів, православна церква, постоялий двір.
- Теремне — колишнє державне поселення, 390 осіб, 49 дворів, православна церква, постоялий двір.